# Луцевич, Эммануил Викентьевич
Эммануил Викентьевич Луцевич (6 октября 1928, дер. Дубровка, Минская область, Белорусская ССР — 29 октября 2016, Москва, Российская Федерация) — советский и российский хирург, член-корреспондент РАМН (1997), член-корреспондент РАН (2014), заслуженный деятель науки России (1997).

## Биография
В 1955 году окончил Минский институт физкультуры, затем — Минский государственный медицинский институт, работал участковым врачом в Белорусской ССР, а затем — в Москве.
В 1964 году досрочно окончил аспирантуру 1-го ММИ имени И. М. Сеченова по кафедре общей хирургии (научный руководитель — хирург, академик АМН СССР, профессор В. И. Стручков), где затем работал в должностях ассистента и профессора.
В 1971 году защитил докторскую диссертацию.
В 1984 году был избран заведующим кафедрой хирургических болезней № 2 с курсом онкологии лечебного факультета Московского медицинского стоматологического института (ММСИ).
С 1985 года — декан лечебного факультета, с 1986 года — проректор института по учебной работе. С 2004 года — начальник отдела контроля качества обучения в МГМСУ имени А.И. Евдокимова (бывшем ММСИ), в этой должности трудился до конца жизни.
Умер в 2016 году. Похоронен на Алексеевском кладбище.

## Научно-практическая деятельность
Хирург высшей категории и широкого диапазона. Один из основоположников современной хирургической эндоскопии, первый в СССР применил метод эндоскопии в диагностике и лечении желудочно-кишечных кровотечений. Многочисленные выступления в печати, а также на конгрессах, съездах и конференциях способствовали широкому внедрению метода в повседневную клиническую практику.
Научные исследования были посвящены проблемам неотложной хирургии органов брюшной полости, гнойных ран и хирургической инфекции. Под его руководством проведены фундаментальные анатомо-морфологические исследования в области лимфологии, сформулирована новая концепция сегментарного строения лимфатической системы.
Автор более 800 научных работ, в том числе 14 монографий, много лет был редактором учебника по общей хирургии. Под его руководством защищены 31 докторская и более 70 кандидатских диссертаций.
14 февраля 1997 году избран членом-корреспондентом РАМН. С 27 июня 2014 года после реформы академий наук России становится членом-корреспондентом РАН.

## Членство в научных организациях
- Президиум Российского общества хирургов
- Президиум ассоциации хирургов имени Н. И. Пирогова
- председатель хирургического общества Москвы и Московской области
- председатель специализированного ученого совета по защите докторских и кандидатских диссертаций
- Государственная комиссия про отбору космонавтов
- Международное общество хирургов
- секретарь Президиума Всесоюзного общества хирургов
- Почетный член Российского общества эндохирургов
- редактор отдела общей хирургии Большой медицинской энциклопедии
- член редколлегии журнала «Хирургия имениН. И. Пирогова»

## Награды и звания
- Орден Дружбы (2009)
- Орден «Знак Почёта»
- Заслуженный деятель науки Российской Федерации (1997)
- грамоты Министерства здравоохранения РФ и Университета

## Семья[2]
- Старший брат — Олег Луцевич, белорусский художник, член Союза художников СССР.
- Жена — Ида Алексеевна, учёный, вирусолог, генетик.
- Сын — Олег (род. 1956), врач, эндохирург.
- Дочь — Екатерина

## Разное[2]
Мастер спорта СССР по альпинизму, боксу, вольной борьбе.